# Teminius hirsutus
Teminius hirsutus là một loài nhện trong họ Miturgidae.
Loài này thuộc chi Teminius. Teminius hirsutus được Alexander Petrunkevitch miêu tả năm 1925.